# 田中卓 (実業家)
田中 卓（たなか たかし、1952年9月10日 - ）は、日本の実業家。東洋テック株式会社代表取締役会長 兼 東洋テックビルサービス取締役会長。
りそな信託銀行代表取締役社長や、東洋テック代表取締役社長を歴任。

## 人物・経歴
大阪府出身。関西学院大学経済学部を1975年3月に卒業、同年4月大和銀行へ入行。
2003年10月奈良銀行取締役、りそなホールディングス執行役システム企画室長。2006年6月りそな信託銀行代表取締役社長。2009年6月東洋テック代表取締役副社長。2011年6月東洋テック代表取締役社長。2020年6月東洋テック代表取締役会長。2021年4月東洋テック代表取締役会長兼東洋テックビルサービス取締役会長。
令和4年4月1日より大阪青山大学の理事・評議員を務める。
令和5年6月よりJR九州取締役。
大阪府警備業協会では、2016年6月 副会長兼防犯・災害支援対策委員長、2018年6月 理事兼西大阪支部長、2020年8月～相談役を務める。